# دوك رالستون
دوك رالستون (بالإنجليزية: Doc Ralston)‏ هو لاعب كرة قاعدة أمريكي، ولد في 3 أغسطس 1885 في Pierpont, Ohio ‏ في الولايات المتحدة، وتوفي في 29 أغسطس 1950 في لانكستر في الولايات المتحدة.

## وصلات خارجية
- دوك رالستون على موقعبيزبول رفرنس.كوم (الدوري الرئيسي) (الإنجليزية)
- دوك رالستون على موقعبيزبول رفرنس.كوم (الدوري الثانوي) (الإنجليزية)